# Autographa gartneri
Autographa gartneri är en fjärilsart som beskrevs av Skala 1929. Autographa gartneri ingår i släktet Autographa och familjen nattflyn. Inga underarter finns listade i Catalogue of Life.